# Kassina
Genre
Synonymes
- Eremiophilus Fitzinger, 1843
- Hylambates Duméril, 1853
- Cassiniopsis Monard, 1937 "1936"

Kassina est un genre d'amphibiens de la famille des Hyperoliidae.

## Répartition
Les 16 espèces de ce genre se rencontrent en Afrique subsaharienne.

## Liste des espèces
Selon Amphibian Species of the World (10 juin 2017) :
- Kassina arboricola Perret, 1985
- Kassina cassinoides (Boulenger, 1903)
- Kassina cochranae (Loveridge, 1941)
- Kassina decorata (Angel, 1940)
- Kassina fusca Schiøtz, 1967
- Kassina jozani Msuya, Howell, & Channing, 2007
- Kassina kuvangensis (Monard, 1937)
- Kassina lamottei Schiøtz, 1967
- Kassina maculifer (Ahl, 1924)
- Kassina maculosa (Sternfeld, 1917)
- Kassina mertensi Laurent, 1952
- Kassina schioetzi Rödel, Grafe, Rudolf, & Ernst, 2002
- Kassina senegalensis (Duméril & Bibron, 1841)
- Kassina somalica Scortecci, 1932
- Kassina wazae Amiet, 2007

## Publication originale
- Girard, 1853 : Descriptions of new species of reptiles, collected by the U.S. Exploring Expedition under the command of Capt. Charles Wilkes, U.S.N. Second part — Including the species of Batrachians, exotic to North America. Proceedings of the Academy of Natural Sciences of Philadelphia, vol. 6, p. 420-424 (texte intégral).